# NGC 327
NGC 327 (другие обозначения — GC 5133, MCG −1-3-47, PGC 3462) — спиральная галактика (SBc) в созвездии Кита. Джон Дрейер описывал её «слабая, маленькая, расширенная». 
По оценкам, расстояние до Млечного Пути 247 миллионов световых лет, диаметр около 110 000 световых лет. Вместе с NGC 329 они образуют гравитационно связанную пару галактик Holm 30, возможно вместе с NGC 325 образуют взаимодействующее трио.
Объект был обнаружен 27 сентября 1864 года немецким астрономом Альбертом Мартом.
В той же области неба находится галактика NGC 321.